# Store Blåkilde
Store Blåkilde er en typisk bassinkilde lidt syd for Rold Skov mellem Arden og Madum Sø. Bassinet er Danmarks største kildevæld med sine 12 meter på det bredeste sted og en vanddybde på 4-5 meter. Vandtemperaturen er hele året 7-8 grader °C, hvorfor kilden og Villestrup Å aldrig fryser til, hvilket skaber forudsætninger for sjældne dyre- og plantearter. På grund af områdets særlige betydning tilbød godsejer Axel JuuI på Willestrup i 1951 at frede et området på 11 ha med kilde men uden erstatning for fredningen . Kildens navn stammer muligvis fra ordet "blotkilde" – altså en kilde, hvor man blotede (ofrede) til guderne – men en mere sandsynlig inspiration er kildens klare blå farve, som skyldes den lyse kalkbund og himlens spejling i det krystalklare vand. 
Vandføringen i hovedkilden er ca. 80 liter/sek. Store Blåkilde blev tidligere anset for Danmarks vandrigeste kilde, men nyere opmålinger har vist, at den ligger på tredjepladsen efter Lille Blåkilde og Blåhøl, der begge løber med cirka 150 liter i sekundet.  

## Dannelsesforhold
Bakkerne nord og syd for dalen er op til 40 m højere end dalbunden, der muligvis blev dannet omkring en dødisklump efter istiden. Kalkundergrunden ligger højt i området, og hvor isen og jordskorpen har bevæget sig er der dannet sprækker i kalkundergrunden, der tillader grundvandet et vælde frem. Store Blåkilde er muligvis et underjordisk afløb fra Madum sø, der ligger 20 m højere end kilden. Teorien er ikke bevist, men er geologisk mulig. 

## Flora og fauna
Bassinkilder som Store Blåkilde har i forhold til strømkilder og sumpkilder en forholdsvis artsfattig ferskvandsfauna, da det hurtigtstrømmende vand over småsten og grus mangler. Fugle og insektlivet ved kilden er rigt. Der observeres eksempelvis guldsmeden Stor Hedelibel (Sympetrum striolatum). Om vinteren, hvor kilden grundet den konstante temperatur er isfri, ses fugle, f.eks. ses vandstær, isfugl, bjergvipstjert og halemejser.
Plantelivet i kilden domineres af smalbladet mærke, en karakterart for køligt fremvældende kildevand. Omkring kilden vokser dueurt, og på engene omkring kilden findes djævelsbid, der tiltrækker sommerfugle som dagpåfugleøjen. 
Kilden ligger i et privatejet område. Fra P-pladsen ved landevejen går en sti ca. 1 km gennem et sumpet engområde til kilden, der i våde perioder er uegnet til færdsel med kørestol eller barnevogne.
Området og kilden er fredet. Man må derfor ikke gå i vandet, smide ting i kilden eller indsamle dyr og planter fra området. 